# Belogórnoie
Belogórnoie (en rus: Белогорное) és un poble de l'óblast de Saràtov, a Rússia, segons el cens del 2010 tenia 750 habitants. Pertany al districte municipal de Volsk.